# Лінвуд (Нью-Йорк)
Лінвуд (англ. Linwood) — переписна місцевість (CDP) в США, в окрузі Лівінгстон штату Нью-Йорк. Населення — 84 особи (2020).

## Географія
Лінвуд розташований за координатами 42°53′48″ пн. ш. 77°56′51″ зх. д. / 42.89667° пн. ш. 77.94750° зх. д. (42.896705, -77.947602).  За даними Бюро перепису населення США в 2010 році переписна місцевість мала площу 2,41 км², уся площа — суходіл.

## Демографія
Згідно з переписом 2010 року, у переписній місцевості мешкали 74 особи в 27 домогосподарствах у складі 24 родин. Густота населення становила 31 особа/км².  Було 31 помешкання (13/км²).
Расовий склад населення:
| - 100,0 % — білих |

До двох чи більше рас належало 0,0 %. Частка іспаномовних становила 0,0 % від усіх жителів.
За віковим діапазоном населення розподілялося таким чином: 28,4 % — особи молодші 18 років, 64,8 % — особи у віці 18—64 років, 6,8 % — особи у віці 65 років та старші. Медіана віку мешканця становила 37,5 року. На 100 осіб жіночої статі у переписній місцевості припадало 100,0 чоловіків;  на 100 жінок у віці від 18 років та старших — 82,8 чоловіків також старших 18 років.
Цивільне працевлаштоване населення становило 8 осіб. Основні галузі зайнятості: виробництво — 100,0 %.